# 白头鹞
白头鹞（学名：Circus aeruginosus）是鹰科鹞属的一种鸟类，常见于沼泽中的芦苇丛。该物种的模式产地在瑞典。夏季它们在中欧和南欧出现，最东在中亚也有出现。在中欧它们是鹞属中体形最大的鸟。

## 外貌

### 成鸟

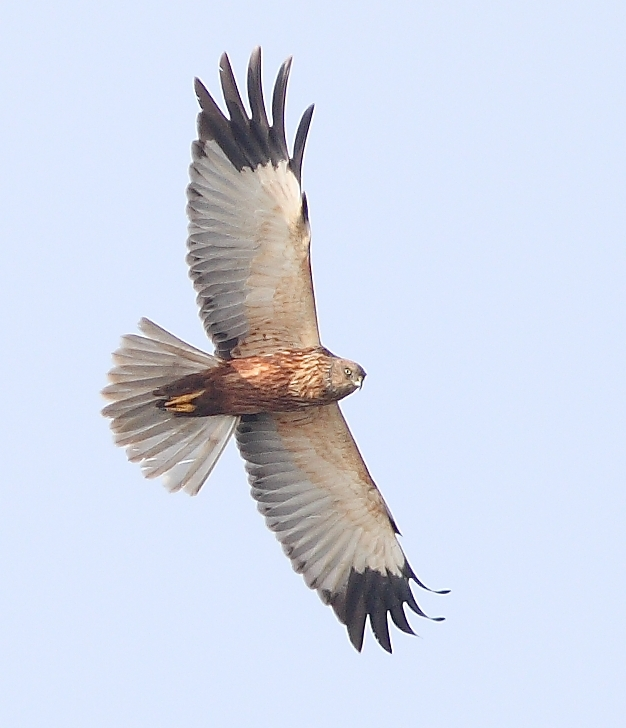
飞行中的雄性白头鹞

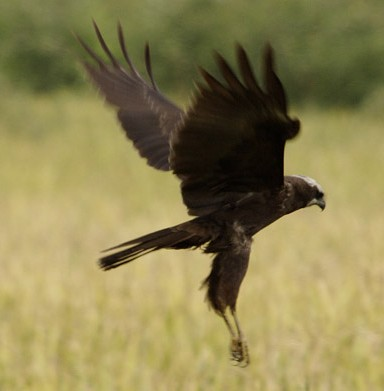
雌鸟

白头鹞身长48至62厘米，几乎和鵟一样大，但是比鵟要瘦，翅膀比较窄。它的翼展达130厘米，雄鸟平均重540克，雌鸟平均重740克。雌鸟比较大，也比较重，羽毛全身为深褐色，肩膀和翅膀的尖端白色或者淡黄色，头的上部和喉部也是淡黄色。从眼睛到脑后有一道深色的条纹。雄鸟羽毛红棕色，翅膀的中部银灰色，翅膀的尖端黑色。尾部长，灰色，头部淡灰色，有深色的条纹。
白头鹞比其它鹞健壮，翼展要大。在滑翔时它们和其它鹞一样翅膀呈形。

### 幼鸟
幼鸟孵出后不能飞，也不能走，它们只有在头上、躯干上和大腿上有绒毛，绒毛无法覆盖住身体，因此可以看到粉色的皮肤。新孵出的白头鹞上喙是黑色的，下喙是肉色或者粉色的。喙的边缘是红色的。随着幼鸟逐渐长大它们的喙边缘和腿变成黄色，眼睛边上的皮肤成为黑灰色，喙完全黑色。在变色的过程中喙根一开始是淡蓝灰色的，然后慢慢变黑。

## 叫声
白头鹞的叫声类似凤头麦鸡，只有在孵育地，尤其是在它们刚从过冬地区回来后，能够听到。它们主要用来吸引对偶或者保护领域。雄鸟在俯冲时发出鼻音的、或者的叫声。在抵抗对手保护领域的时候它的叫声是比较软的鼻音的。雌鸟在孵蛋的时候会发出沙哑轻轻的的声音。

## 分布

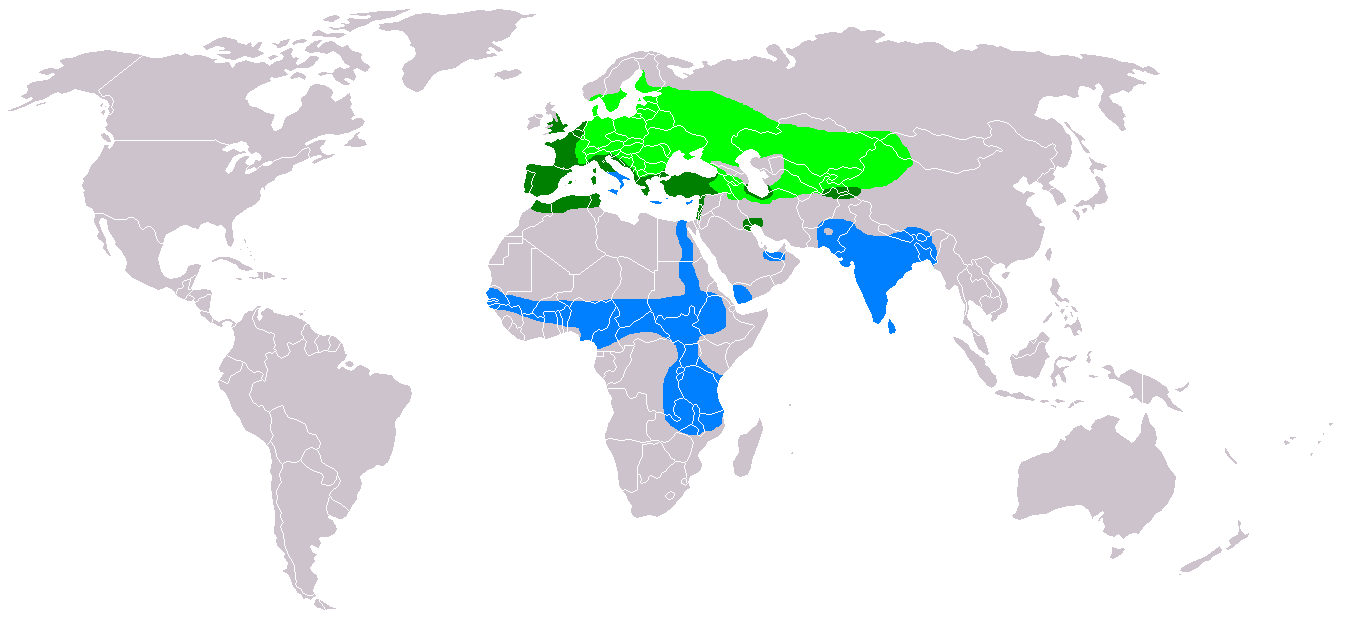
浅绿色：生育区；蓝色：过冬地区；深绿色：全年生活

在北非、欧洲（除不列顛群島外）、亚洲（西亚至库页岛和朝鲜）以及新几内亚、留尼汪、马达加斯加和葛摩有白头鹞孵育，主要地区是俄罗斯的平原地区、北欧和中欧。它们尤其典型出现在芦苇丛中。

## 食物
白头鹞使用低空、翅膀呈行、左右摇晃的滑行来寻找食物，它们试图出其不意地袭击，一般它们在地面上袭击，很少在水上或者空中。它们的食物中70-80%是鸣禽和水禽如鸭科、黑水鸡和骨顶鸡（水禽一般是幼鸟）。假如有足够多的田鼠的话它们的食物组成部分也可能包含大量田鼠。此外还有少量小哺乳动物（至麝鼠大小）以及鱼、蛙、蜥蜴和比较大的昆虫。
虽然在它们的食物中鸟类占相当大的比例，但是在它们的巢附近很难找到猎物的羽毛。一般它们就在抓到食物的地方吃，这往往就在旷野或者在树桩上，不像其它一些猛禽那样它们没有专门进食的地方。

## 求偶
从三月和四月开始可以观察到雄鸟的求偶飞行：它们对雌鸟俯冲，然后突然向旁边斜飞出去。

## 孵育
巢一般筑在水面上芦苇密集的地方或者沼泽地植被多的地面上，偶尔也会筑在麦田里，很少筑在草地上。其它对偶可能会再次使用过去的鸟筑的巢。巢由一大堆树枝、芦苇和类似的物质组成，白头鹞的巢比其它鹞属鸟的巢大。几乎只有雌鸟参加筑巢的工作。
白头鹞每年只孵育一次。在中欧它们从五月初开始生蛋，晚的可能性到六月才生。一般每巢有四至五只蛋，非常大的巢也可能有八个蛋。蛋椭球形，表面光滑，没有光泽，蓝白色，在孵蛋的时候往往被筑巢用的东西染成其它颜色。只有雌鸟孵蛋，在孵蛋期间雄鸟喂雌鸟。孵蛋期为31至36天。
每个幼鸟孵出的间隔不等。幼鸟刚孵出的七至十天里雌鸟非常照管它们，在这段时间里幼鸟和雌鸟全部由雄鸟喂。雄鸟会飞过巢时在飞行中把猎物投下，也可能降落到巢边交给雌鸟。此后两只成鸟都开始狩猎。21至28天后幼鸟羽翼健全，35至40天后它们能够飞。在刚飞出后的十四天内它们依然徘徊在巢附近。一般要到23个星期后它们才完全自立。

## 迁徙
白头鹞是徙鸟。八月底至十月初它们通过法国、西班牙、直布罗陀然后沿非洲大西洋海岸飞往它们的越冬地，有些甚至飞到塞内加尔，有些也在西班牙和法国过冬。三月中至四月初它们返回孵育地。

## 处境
从19世纪末开始由于狩猎、偷蛋和破坏孵育地区白头鹞的数目大量减少。从1970年代开始其数量又开始增加，原因是全年保护以及禁止使用等化学药剂。由于生活地带的破坏（沼泽和湿地派干）它们依然受到威胁。

## 保护
白頭鹞在蘆葦叢中築巢，近年來由於全球暖化使得海平面上升，海水慢慢的滲進蘆葦叢中，蘆葦叢能忍受一點鹽分，但當海平面上升的越來越高時，大量的鹽分會使蘆葦叢大量枯死，少了棲息地，白頭鹞就無法繁殖，導致牠們的數量銳減，面前白頭鹞的處境正岌岌可危。

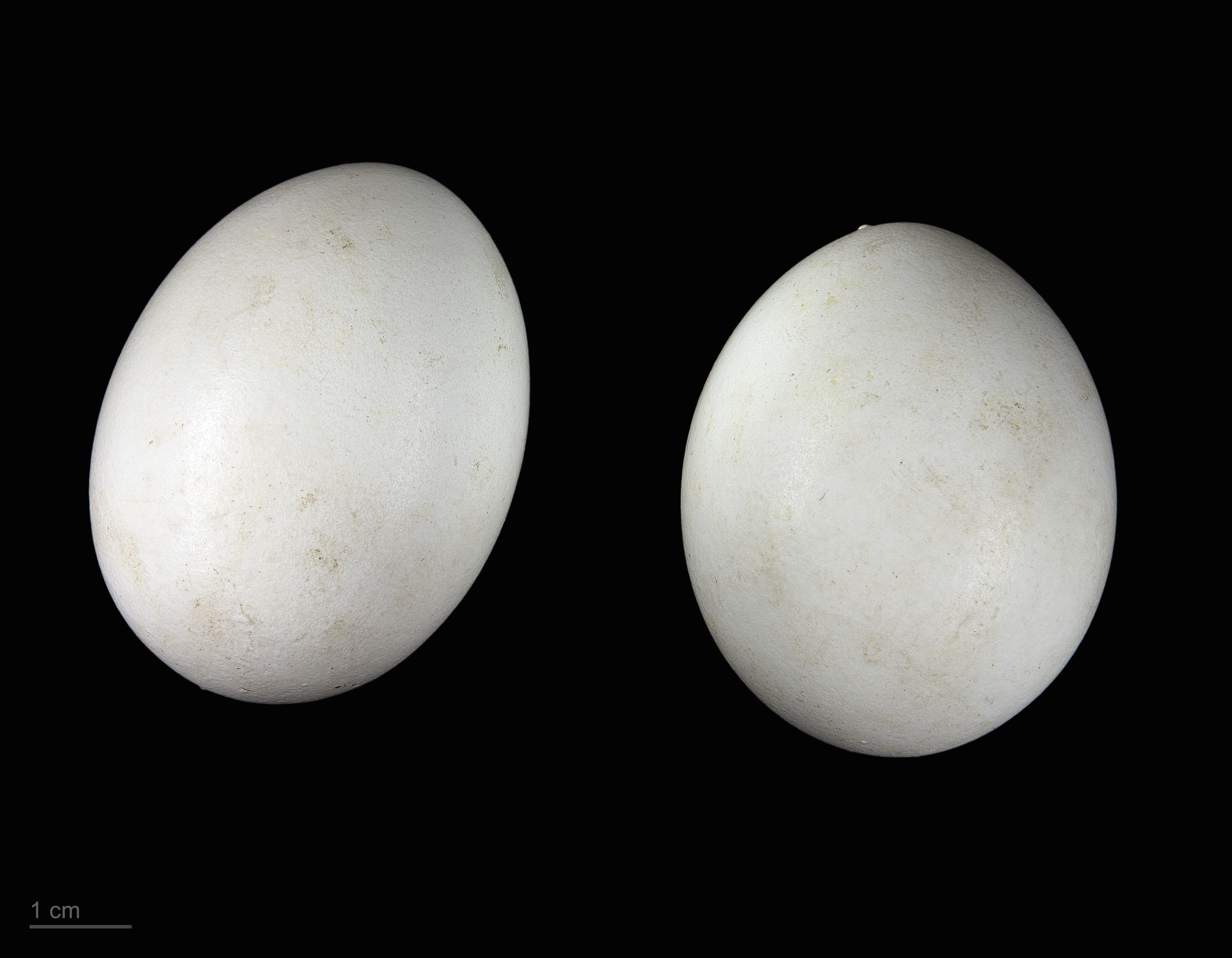
卵 Circus aeruginosus

## 亚种
- 白头鹞指名亚种（学名：Circus aeruginosus aeruginosus）。在中国大陆，分布于新疆、西藏等地。该物种的模式产地在瑞典。[3]